# Автономія Вільнюського краю

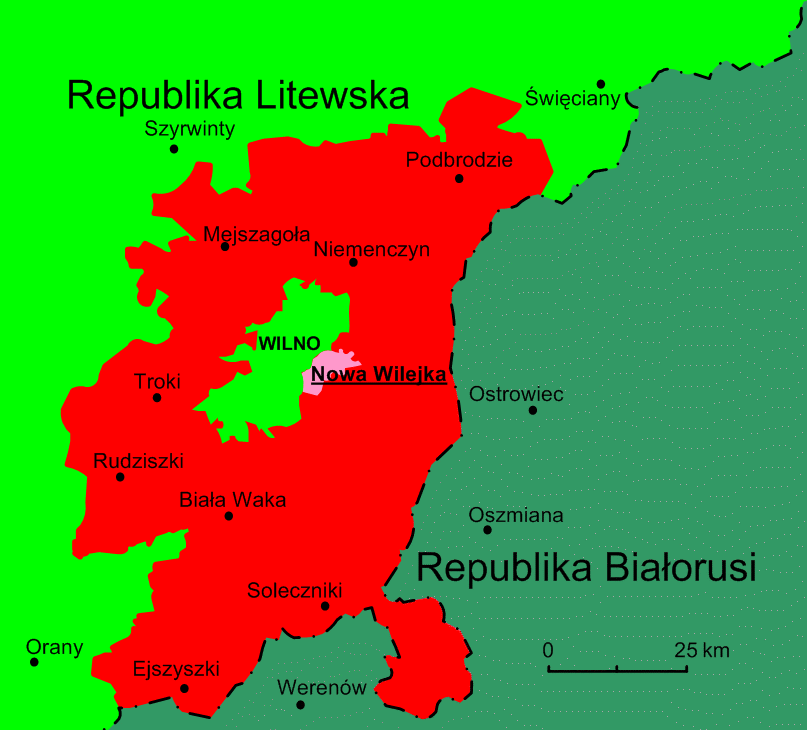
Карта проєкту автономії

Автономія Вільнюського краю (пол. Autonomia Wileńszczyzny) — проєкт автономної адміністративної одиниці в Литві, у Вільнюському краї, на території, населеній переважно поляками.

## Історія
1988 року після того, як Верховна Рада ЛРСР присвоїла литовській мові статус державної, у деяких поляків в Литві виникла ідея автономії. Вони побоювалися, що це зменшить статус польської мови.